# Au (Vorarlberg)
Pour les articles homonymes, voir Au.
Au est une commune touristique de 1 728 habitants (au 1er janvier 2017), dans le district de Bregenz, dans la région autrichienne du Vorarlberg.

## Géographie
Au se situe dans la région la plus à l’ouest de l’Autriche, le Vorarlberg.
Au et Schoppernau se trouvent sur le cours supérieur de la Bregenzer Ach, là où la rivière délaisse le versant nord escarpé de la Mohnenfluh et de la Braunarlspitze pour rejoindre la vallée. La vallée encaissée s’évase alors entre la pyramide de l’Üntschenspitze, la montagne de ski et de randonnée du Diedamskopf, les géants calcaires et abrupts que sont la Hochkühzelspitze, le Zitterklapfen, l’Annalper Stecken et la Kanisfluh à la silhouette caractéristique.
Les pentes douces et les ondulations de terrain témoignent des modifications subies par le paysage alpin pendant la période glaciaire, à l'époque où le glacier s'étendait du sommet de l'Arlberg jusqu'au lac de Constance. L’eau qui jaillit des montagnes forme des torrents, des gorges, des cascades et des ruissellements.
Le visage des villages est dessiné par l’imposante architecture paysanne du Bregenzerwald, les bâtiments de ferme recouverts de bardeaux réunissant les pièces d’habitation, l’étable et l’aire de battage sous un même toit. Le point de mire de tout un village reste cependant le clocher de l’église. L’aménagement intérieur des églises villageoises rappelle la tradition baroque des familles d’architectes Beer, Moosbrugger et Thumb dont le rayonnement s’étendit au XVIIe siècle jusqu’en Suisse, en Allemagne et en Alsace.
L’architecture régionale moderne faite d’éléments en bois accentue le charme des villages. Les maisons d’habitations et les bâtiments industriels se caractérisent à la fois par la simplicité de leurs lignes, l’association du bois aux matériaux de construction modernes, leur luminosité, leur grande qualité artisanale et leur conscience écologique.
Au Bregenzerwald, on rencontre de nombreux villages dont le nom se termine par « au ». Ce suffixe indique la proximité d’un torrent ou d’une rivière. Au et Schoppernau sont unis depuis plusieurs siècles par une histoire similaire et ont évolué parallèlement.

## Histoire
Le nom d’Au est très ancien. Les premiers seigneurs, pour lesquels le Bregenzerwald n’était qu’un simple territoire de chasse, possédaient un pavillon de chasse « in der Ouwe ». Le hameau d’Au où se trouvait ce pavillon s’appelle aujourd'hui encore « Jaghausen », qui signifie « pavillon de chasse » en allemand. Avant leur peuplement définitif il y a environ 700 ans de cela, Au et Schoppernau étaient des alpages. Le nom de Schoppernau vient probablement de « Schaufau ». La population des deux villages vivait principalement de l’agriculture, de la sylviculture, de la chasse, de l’artisanat et du commerce. C’est après la Seconde Guerre mondiale que le tourisme a fait son apparition dans la région. Aujourd’hui, les deux villages comptent parmi les principales communes touristiques du land.
Les personnalités les plus célèbres originaires de la région sont les architectes baroques ainsi que Franz Michael Felder, écrivain et réformateur social du XIXe siècle, dont la courte vie bouleverse aujourd'hui encore les esprits.

## Culture

### Église Saint Leonard
L’église Saint Leonard est entourée par un cimetière clos. Elle a été construite à la place d’une chapelle vers 1390 dans le style gothique. En 1788, l’église fut agrandie et baroquisée. L’intérieur et l’extérieur de l’église ont été restaurés de 1981 à 1983. En 2008, le clocher et le mur d’enceinte ont été rénovés, couverts de bardeaux de mélèze. La boule et la croix du clocher ont été redorées.
La chaire en bois sculptée du 18e siècle et l’autel latéral en marbre sculpté en sont les joyaux.
Le maître-autel a été conçu vers 1890 par Marggraf et Bertle et la peinture d’autel "Le bon pasteur" est de Wendelin Moosbrugger. La porte de l’église porte un blason du Vorarlberg.

### L’église Saint Josef
L’église a été construite en 1664 et agrandie au début du 18e siècle. L’église a été consacrée en 1717 et agrandie en 1934. En 1962 puis en 2002, le clocher à bulbe fut rénové. On peut y voir le maître-autel (vers 1700) et la peinture « La sainte famille » du peintre Wendelin Mossbrugger.

### La chapelle de pèlerinage Maria Schnee
construite en 1743

### La chapelle de pèlerinage Unsere liebe Frau im Wald
reconstruite en 1955